# Расстрел в Братиславе
Расстрел в Братиславе (словац. Streľba v Devínskej Novej Vsi) — трагическое событие, произошедшее утром 30 августа 2010 года в Братиславе.
В результате стрельбы из автоматического оружия, устроенной 48-летним Любомиром Гарманом в районе Девинска-Нова-Вес, погибли 7 человек, 17 было ранено, стрелявший покончил с собой.

## Нападение
Нападение произошло в районе Девинска Нова Вес в Братиславе IV.
Около 9:40 утра Любомир Гарман, одетый в джинсы, джинсовую куртку, наушники для стрельбы и военные ботинки коричневого цвета, вооружённый полуавтоматической винтовкой CZ SA Vz.58 с сумкой  дополнительных магазинов, ворвался в квартиру своих соседей — Слезаковых. На тот момент в ней находились 5 человек (3 женщины, мужчина и 12-летний подросток Йозеф Слезаков, сын одной из них—Марии Слезаковой 1966 г. р.).
Первыми на глаза вооружённому преступнику попались именно Мария и Йозеф, находившиеся в ванной комнате. Любомир, не сказав ни слова, дважды выстрелил по ним, но оба раза промахнулся, попав в стену. Женщина в панике закрыла дверь ванной, однако спустя несколько секунд Гарман ворвался туда и, несмотря на мольбы Марии, убил её двумя выстрелами в упор. Переступив через тело, убийца выстрелил в голову её сыну, мгновенно убив его. Затем Гарман направился в спальню, где укрылись Станислав 1983 г.р, Ружана и Йозефа Слезаковы 1959 и 1934 г. р. Стрелок сразу убил Станислава и Ружану, Йозефа легла на пол и прижалась к батарее отопления, но Гарман тут же застрелил её выстрелом в лоб. В этот момент в квартиру вошёл Йозеф Путик 1961 г. р. Увидев вооружённого Гармана и убитых членов своей семьи, он попытался скрыться, стрелок заметил его и выстрелил вслед, однако промахнулся, попав в дверной косяк.
Затем Гарман выбежал следом за Йозефом на лестничную площадку и вновь выстрелил, раня того в ногу. Крики Йозефа о помощи и странные хлопки услышали многие жильцы дома, и в 9:45 полиция приняла первый звонок о стрельбе. Тем временем преступник догнал раненого Путика на улице и произвёл в общей сложности семнадцать выстрелов, убив Йозефа, повредив несколько автомобилей и легко раня случайного прохожего, за которого Йозеф Путик пытался спрятаться. Затем Гарман перезарядил оружие и, не тронув раненого, пошёл вдоль по улице, бессмысленно стреляя во всех направлениях по припаркованным автомобилям и окнам домов, а также по случайным прохожим.
Около 9:47 на место прибыла первая машина полиции. Как только она остановилась, Любомир произвёл по ней 9 выстрелов, тяжело ранив в голову одного из полицейских. Патрулю пришлось отступить и вызвать подкрепление. Тем временем стрелок направился в сторону местного торгового центра и детского сада, обстреливая новоприбывших полицейских, не давая им высунуться из своих машин. Тем временем радио и телевидение сообщили о стрельбе на улице Павла Горова и настоятельно порекомендовали всем оставаться дома и не подходить к окнам,
Около 10:00 полиция окончательно оцепила и окружила район стрельбы, на месте уже находились более десятка машин полиции и скорой помощи. Около 10:10 на место прибыло спецподразделение словацкого спецназа — «Kukláč». Гарман продолжал беспорядочную стрельбу. В одной машине он ранил 6-летнего ребёнка, его отца и мать. Тем временем, услышав хлопки, на балкон вышла Габриэлла Косталова 1958 г. р. Увидев её, стрелок несколько раз выстрелил в её направлении, тяжело ранив в живот. Косталова успела вбежать обратно в квартиру, где и умерла в ожидании помощи. Тем временем на место прибыли первые журналисты и репортёры.
Около 10:15 Гарман, окружённый полицией, забежал в полуоткрытое складское помещение. Он некоторое время отстреливался, но вскоре получил тяжёлое ранение в грудь от снайперского огня. В 10:17 Гарман покончил с собой, выстрелив себе в подбородок.
Существует версия, что Любомир Гарман целенаправленно отомстил первым делом цыганской семье, которая ему досаждала, а потом в состоянии аффекта продолжил беспорядочную пальбу по окрестностям.

## Последствия
На следующий день после произошедшего министр внутренних дел Даниэль Липшиц заявил, что полиция готова ко многим изменениям с целью предотвратить подобные события в будущем, в частности полиция получит на вооружение пистолеты-пулемёты Scorpion Vz.61. Будет наложен запрет на владение автоматическим оружием (включая спортивное), а владение огнестрельным оружием будет возможно только при условии прохождения надлежащих психологических обследований, которые должны будут повторяться каждые 5 лет. 2 сентября в Словакии был объявлен днём траура.

## Личность преступника
Любомир Гарман родился 31 марта 1962 года в Братиславе, Чехословакия. В 1968 году он поступил в школу «Липовский Городок», по словам его одноклассников, был тихим и старательным учеником-одиночкой. Также Любомир неплохо играл в футбол. В начале 1980-х он отслужил в армии, но никогда не был профессиональным военным и не был судим. После службы в армии Любомир переехал в Пригород и устроился работать в деревообрабатывающую компанию, где работал четыре года. По словам его бывших коллег, он был общительным и часто ходил пить пиво с друзьями после работы. Также Любомир увлекался охотой — 10 января 1998 года он стал членом охотничьего клуба «008 солдат запаса Фокс», что позволило ему купить автомат CZ SA Vz.58, из которого он позже и совершит расстрел. Любомир часто участвовал в любительских соревнованиях по стрельбе и ходил в тир. 1 августа 2010 года Любомир был уволен с работы, но получал пособие $118 в месяц. На протяжении с лета 2000 года по 2008 год Гарман сменил четыре работы. Как правило, Любомир работал мелким менеджером и помощником некоторых других сотрудников.
Гарман никогда не был женат и вёл уединённый образ жизни, однако имел много друзей. По их словам, за неделю до трагедии он стал менее общительным, чем ранее. Также у убийцы была сестра и родители — в момент совершения расстрела все они были живы. По словам друзей, Любомир никогда не показывал агрессивности и имел нормальные отношения с соседями.